# Werner Schlierf

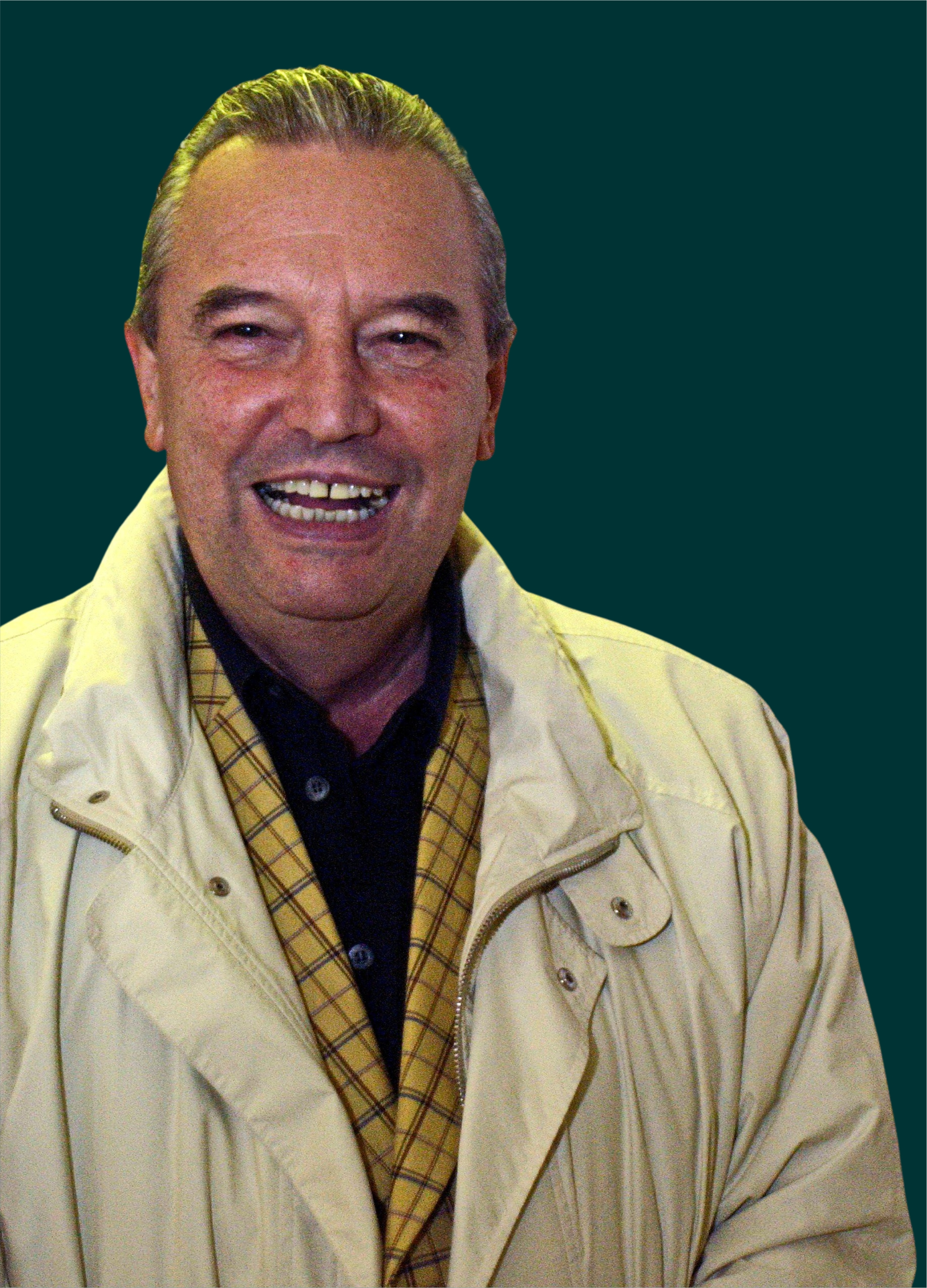
Werner Schlierf

Werner Schlierf (* 17. Mai 1936 in München; † 1. März 2007 in Kirchheim bei München) war ein deutscher Schriftsteller.

## Leben
1959 wurde Schlierf Bayerns jüngster Augenoptikermeister und machte sich 1960 in München-Giesing selbständig. 1961 bis 1962 besuchte er die Meisterschule für Maler und Vergolder. Von 1967 bis 1969 studierte er in Berlin Optometrie und schloss mit dem Diplom „Contactlinsenspezialist“ ab.
1960 begann er, Gedichte, Geschichten, Romane und Theaterstücke zu schreiben. Einige Stücke wurden ins Englische, Französische, Italienische und ins Russische übersetzt. Bevorzugtes Thema war dabei die Nachkriegszeit.
Theateraufführungen gab es außer in München unter anderem im Stadttheater Meran (1983, Kehrum-Serum), im Off-Broadway New York (1985, Joe & Marianne), in Charkow in der Ukraine (1998, Joe & Marianne) und in der Volksbühne Bozen (2006, Traumfetzn). Viele seiner Stücke wurden sowohl im Hörfunk als auch im Fernsehen gesendet. Mit Franz Seitz schrieb er das Drehbuch zum Film „Big Mäc“ mit Thomas Gottschalk in der Hauptrolle.
Auch als Maler hatte Werner Schlierf Erfolg. Seine Bilder und Gemälde wurden nicht nur in etlichen Ausstellungen gezeigt, sondern auch in Büchern veröffentlicht. Schlierf wurde Mitglied des Künstlerkreises „Seerose“, des Verband deutscher Schriftsteller (VS), der Münchner Turmschreiber und des internationalen PEN-Club. Er war verheiratet und hatte zwei Söhne.
Ein Teil seines Nachlasses befindet sich im Literaturarchiv der Monacensia.
Mit Stadtratsbeschluss vom 7. Juli 2011 wurde in München/Obergiesing – Fasangarten zwischen Spixstraße und Weißenseestraße eine Straße nach ihm benannt.
Am 21. Mai 2016 wurde in der Werner-Schlierf-Straße das Werner-Schlierf-Jahr in Giesing 2016 eröffnet. Zum Anlass seines 80. Geburtstags im selben Jahr wurde sein Werk wieder einer breiteren Öffentlichkeit in über 15 Veranstaltungen zugänglich gemacht. Es gab Lesungen, Ausstellungen, Zeitzeugen-Gespräche und Rundgänge durch Obergiesing zu und über Werner Schlierf.

## Werke (Auswahl)

### Schriften
- Der Rächer. Theaterstück. 1962.
- Münchner Alltag. Gedichte. Selbstverlag, 1963.
- Geschichten aus einer schadhaften Zeit. Lorgnon-Verlag, Kirchheim 1980.
- Mein Name steht im Sand. Roman. Ludwig-Verlag, Pfaffenhofen 1983.
- Herzog Tassilo III. Schauspiel. Ludwig-Verlag, Pfaffenhofen 1986.
- Xaver Spöttl. Münchner Szenen. Ludwig-Verlag, Pfaffenhofen 1987.
- Nirgends gehts so zua, wia auf der Welt, sagt der Lenz. Gedankensplitter. Ehrenwirth Verlag, München 1987.
- Jenseits von Giesing. Roman. Turmschreiber Verlag, Pfaffenhofen 1996.
- Bizarre Morde. Roman. Lorgnon-Verlag, Kirchheim 2006.

### Hörbücher
- Geschichten aus einer schadhaften Zeit. TeBiTo-Verlag, Pliening-Landsham 1986.
- Ohrenschmaus. TeBiTo-Verlag, Pliening-Landsham 1992.
- Mein Name steht im Sand. TeBiTo-Verlag, Pliening-Landsham 1996.
- Stückwerk, TeBiTo-Verlag. Pliening-Landsham 1998.
- „D’ Welt is a Puff“, sagt der Lenz. TeBiTo-Verlag, Pliening-Landsham 2004.

### Tonträger
- A biß’l Blues, a biß’l Swing. Mit Dieter von Diringshofen TeBiTo-Verlag, Pliening-Landsham 1988.

## Auszeichnungen
- 1983: Bayerischer Romanpreis für „Mein Name steht im Sand“
- 1986: Bayerischer Poetentaler
- 2006: Friedl-Brehm-Preis